# Scott Speer
Scott Speer (né le 5 juin 1982 à San Diego en Californie) est un réalisateur de clips, réalisateur, producteur et auteur américain.

## Biographie
Originaire de San Diego en Californie, Scott est le fils de Janet et Bradford Speer et a une sœur aînée, Julie. En avril 2009, il entame une liaison avec l'actrice et chanteuse, Ashley Tisdale, qu'il a rencontré sur le tournage du clip de cette dernière "He Said She Said" en 2007. Le couple s'est séparé en décembre 2011 avant de se remettre ensemble en avril 2012. Ils se sont de nouveau séparés en novembre 2012. 
À l'âge de 23 ans, Scott signe avec HSI Productions puis en 2006, il remporte un MVPA Awards dans la catégorie "Réalisateur débutant de l'année" pour le clip "Stars" de Switchfoot. En 2007, il remporte son premier MTV Video Music Awards Latin America pour avoir réalisé le clip "Bella Traicion de Belinda Carlisle. En juin 2007, il réalise trois clips pour Ashley Tisdale : "He Said She Said", "Not Like That" et "Suddenly" pour le DVD de celle-ci There's Something About Ashley. En 2009, il réalise deux autres clips pour Ashley : It's Alright, It's OK et Crank It Up.
En 2003, Scott a produit et réalisé le film indépendant The Beat qui avait été sélectionné pour le festival du film de Sundance. En 2010, il a réalisé un épisode de la web série The LXD. Il a également réalisé le film Sexy Dance 4, sorti le 27 juillet 2012.
En avril 2012, Scott a sorti son propre livre intitulé Immortal City. Le deuxième tome intitulé Natural Born Angel sortira en avril 2013. Il a commencé à écrire le troisième tome des aventures de Maddy et Jackson. 

## Vidéographie
2005
- Switchfoot - "Stars"

2006
- Five Speed - "The Mess"
- Teddy Geiger - "For You I Will (Confidence)"
- Eric Church - "How 'Bout You"
- Sanctus Real - "I'm Not Alright"
- Paris Hilton - "Nothing In This World"
- Belinda - "Ni Freud, Ni Tu Mamá"

2007
- Eric Church - "Guys Like Me"
- Belinda - "Bella Traición"
- Belinda - "Luz Sin Gravedad" (coréalisé avec Belinda)
- Ashley Tisdale - "He Said She Said"
- Ashley Tisdale - "Suddenly"
- Ashley Tisdale - "Not Like That"
- The Veronicas - "Hook Me Up"
- Belinda - "If We Were"
- Aly & AJ - "Like Whoa"
- Brandi Carlile - "The Story"

2008
- Belinda - "See A Little Light"
- Luigi Masi - "The Look"
- Big Boi featuring Andre 3000 and Raekwon - "Royal Flush"
- Jordin Sparks - "Tattoo" (Second version)
- Paula Abdul - "Dance Like There's No Tomorrow" (coréalisé avec Paula Abdul)
- David Archuleta - "A Little Too Not Over You"
- Blake Shelton - "She Wouldn't Be Gone"

2009
- Jessica Harp - Boy Like Me
- Ashley Tisdale - It's Alright, It's OK
- V Factory - Love Struck
- Ashley Tisdale - Crank It Up
- Parachute - Under Control

2010
- Charice featuring Iyaz - "Pyramid"
- Jason Derülo - "Ridin' Solo"
- Orianthi - "Courage"

## Filmographie

### Séries
- ''The LXD'' épisode ''Duet''

### Films
2003
- The Beat (producteur et coréalisateur)

2012
- Sexy Dance 4 (réalisateur)

2013
- Spinback (réalisateur)

2017
- Status Update (réalisateur)

2018
- Midnight Sun  (réalisateur)
- I Still See You (réalisateur)